# Aphyosemion hera
Aphyosemion hera är en fiskart som beskrevs av Huber, 1998. Aphyosemion hera ingår i släktet Aphyosemion och familjen Nothobranchiidae. IUCN kategoriserar arten globalt som otillräckligt studerad. Inga underarter finns listade i Catalogue of Life.